# 198P/ODAS
Комета ODAS (198P/ODAS) — слабая короткопериодическая комета из семейства Юпитера, которая была обнаружена 15 декабря 1998 года в рамках проекта ODAS. Она была описана как диффузный объект 18,3 m звёздной величины в созвездии Льва. Первым восстановить комету удалось британскому астроному Гарэту Уильямсу, который 30 января 2006 года обнаружил её в виде звёздоподобного объекта 20,9 m. Текущее положение кометы указывало на необходимость корректировки расчётов её орбиты на −2 суток. Последующие попытки обнаружить комету в 2012 и 2018 годах оказались неудачными. Комета обладает сравнительно коротким периодом обращения вокруг Солнца — чуть более 6,7 года.

Орбита кометы ODAS и её положение в Солнечной системе

### Сближения с планетами
В течение XX и XXI веков комета трижды подходила к Юпитеру ближе, чем на 1 а. е. Из-за того, что афелий этой кометы располагается практически на орбите Юпитера, порой, эти сближения бывают очень тесными.
- 0,14 а. е. от Юпитера 18 сентября 1911 года;
- 0,22 а. е. от Юпитера 28 сентября 1995 года;
- 0,15 а. е. от Юпитера 15 сентября 2042 года.